# Pabellón Dufour
El pabellón Dufour es un edificio neoclásico del siglo XVII que forma parte del conjunto del palacio de Versalles. Está situado en el lado sur del patio de honor, enfrente del ala Gabriel, de la cual es simétrico. Ambos edificios están unidos por la verja real. El pabellón nunca fue terminado y en la actualidad se emplea como acceso y recepción de los visitantes del palacio.

## Historia
El pabellón Dufour era originariamente el antiguo pabellón de las caballerizas del primer palacio de Versalles. Fue construido por Le Vau entre 1662 y 1663, y constituía, junto con el ala Gabriel, la fachada frontal del palacio. Ambos edificios recaían hacia el patio de honor y estaban conectados entre sí por la verja real. Vistas desde el centro del patio, las dos alas resultaban asimétricas, hecho que producía un efecto antiestético
Para regularizar el conjunto, Napoleón I proyectó construir una fachada en piedra blanca para el alzado frontal del pabellón. Ordenó un estudio a Alejandro Dufour, en quien Luis XVIII confió la tarea de realizarlo siguiendo los proyectos indicados por el emperador. El pabellón se construyó entre 1818 y 1820 en el lugar del anterior (de 1668). Su arquitectura imitaba a la del ala Gabriel, construida durante el reinado de Luis XV por Ange-Jacques Gabriel. Sin embargo, el pabellón Dufour nunca se terminó en su parte posterior, a pesar de que fue esbozada. El ala del siglo XVII se conserva gracias a la restauración realizada en 1814. 

## Situación y uso
El pabellón Dufour está situado entre el patio real y el patio de los Príncipes, y recae hacia el patio de honor. Está ubicado a la izquierda de la verja de honor en la dirección de acceso al palacio.
Hasta 2010, el pabellón Dufour ha acogido las oficinas de dirección, comunicación y restauración de la Institución pública del palacio, museo y dominio nacional de Versalles.  En la planta baja de su fachada delantera se añadió una estructura provisional de madera y vidrio para el acceso y control de los visitantes del palacio, construida por la empresa Vinci gracias a un acuerdo de patrocinio empresarial.
Dentro del «proyecto del gran Versalles» y tras la reordenación de Dominique Perrault, el pabellón está destinado únicamente a la recepción del público. El resto de los servicios se han trasladado al edificio del Grand Commun. La duración de las obras se prolongó desde finales de 2010 hasta la primavera de 2016, en lugar de noviembre de 2015, con un presupuesto de 15,3 millones de euros. Estos trabajos se destinaron a la creación de un espacio de recepción en la planta baja y en el sótano, el restaurante "Ore-Ducasse", de Alain Ducasse, de 600 metros cuadrados en el primer piso y una sala de conferencias para 220 personas bajo el ático del ala siglo XVII. La afluencia total prevista es de unos 8 millones de visitantes por año.
Este nuevo espacio se abrió al público el 23 de febrero de 2016 en sus plantas inferiores y las salas fueron inauguradas el 17 de junio de 2016 en presencia del Presidente de la República Francesa, François Hollande, y de la ministra de cultura Audrey Azoulay, acompañados de la presidenta del Palacio de Versalles, Catherine Pégard.

## Galería de imágenes

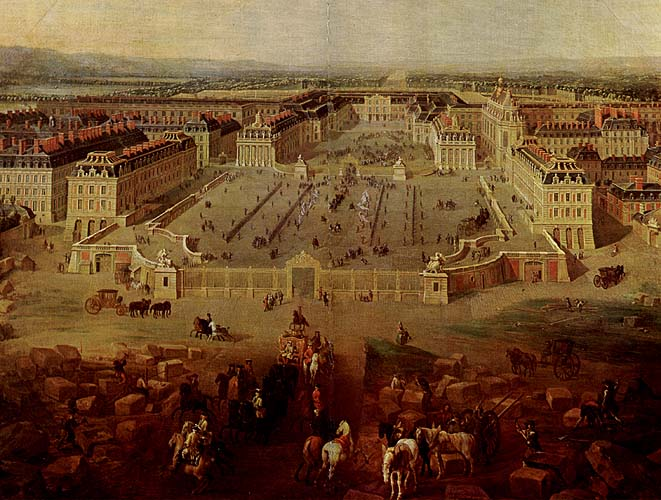
Vista de los tres patios (de Honor, Real y de Mármol), hacia 1722, antes los trabajos de Gabriel. El ala del siglo XVII, a izquierda del Patio Real, se conservó en su estado hasta 1818.
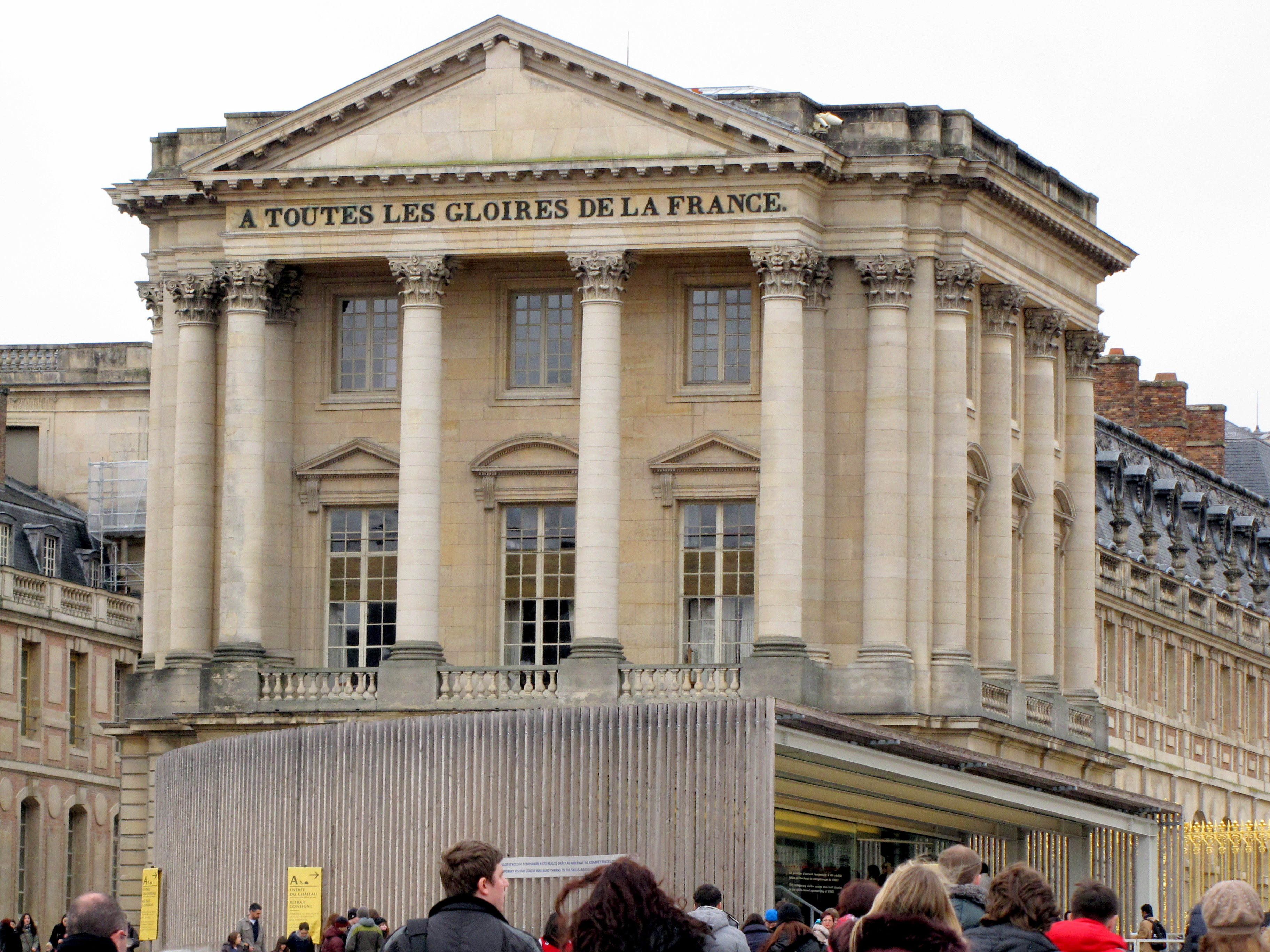
Fachada frontal del pabellón Dufour.
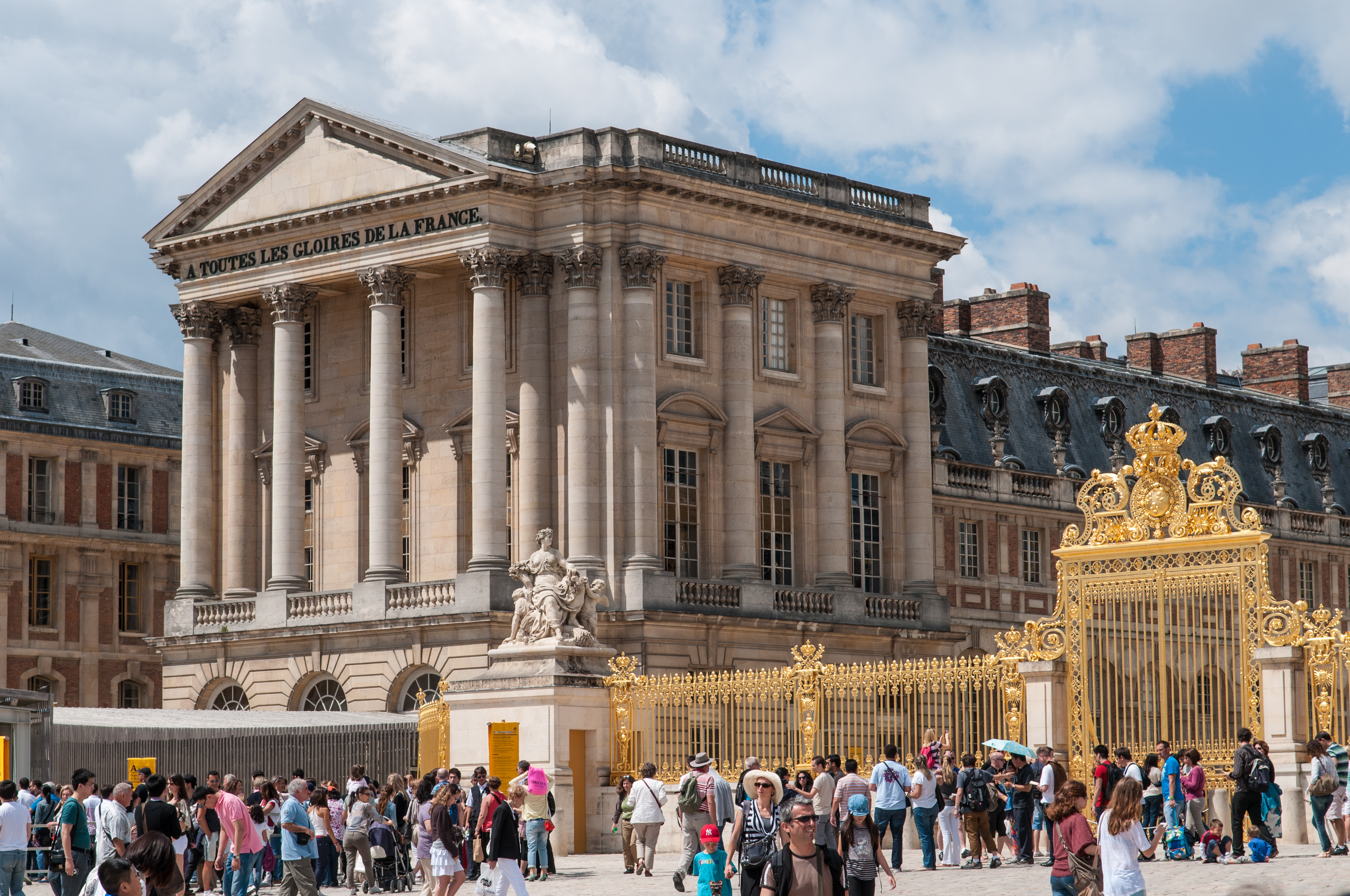
El pabellón Dufour después la restitución de la verja real del palacio de Versalles y de la estructura de acceso.
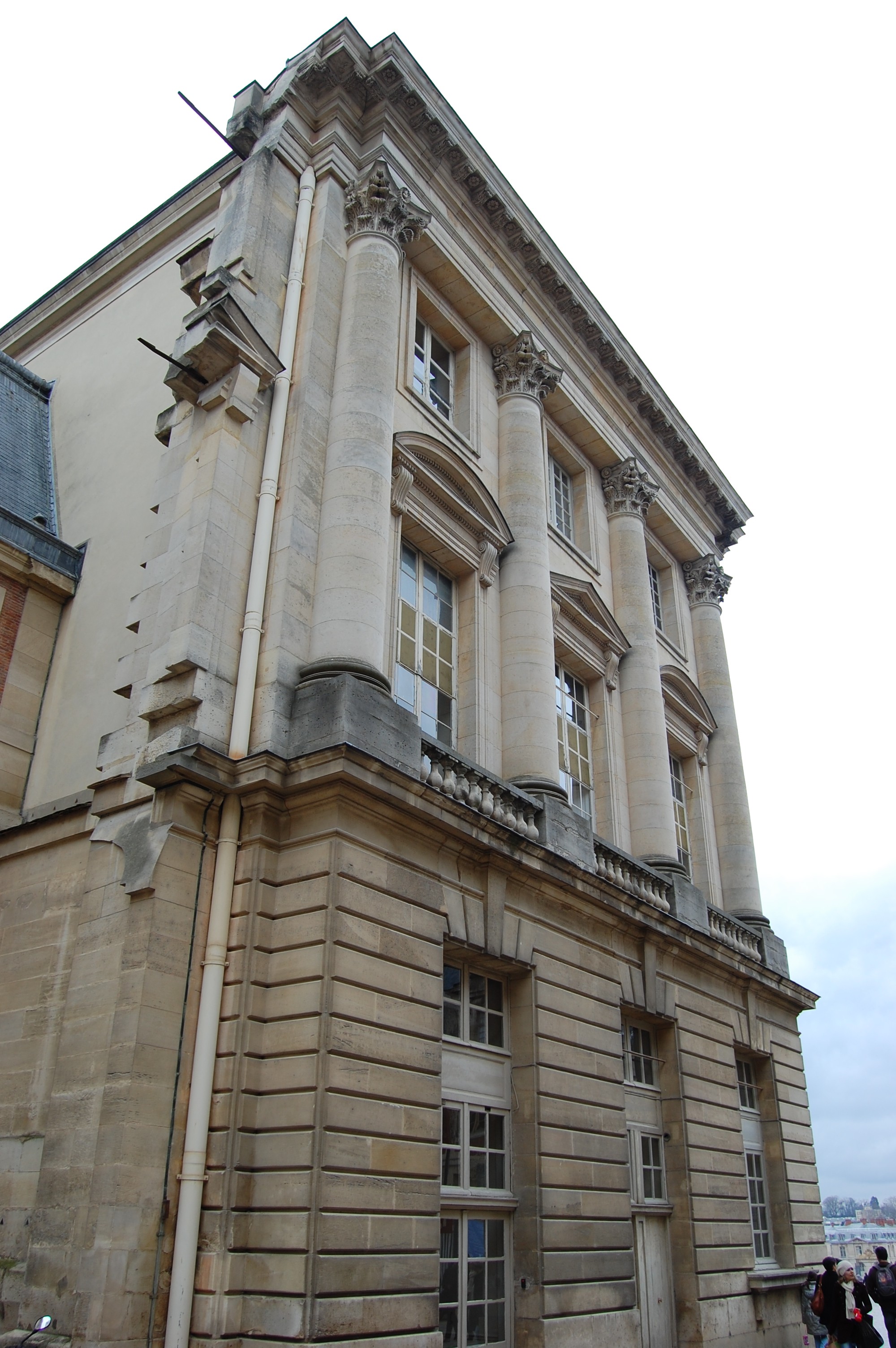
Parte trasera del pabellón, que muestra el arranque del muro inacabado.